# Pakistan Stock Exchange

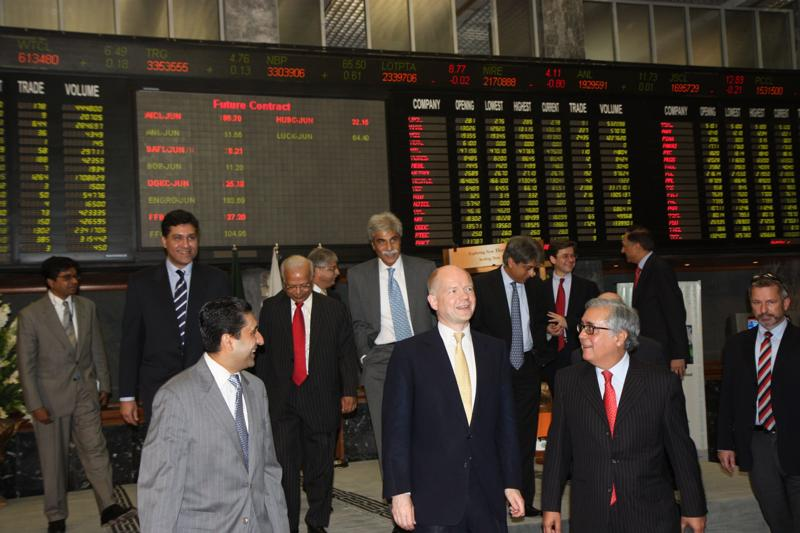
UK-Außenminister William Hague bei einem Besuch an der Börse von Karatschi (2010)

Die Pakistan Stock Exchange (PSX), gegründet als Karachi Stock Exchange (KSE), ist eine Wertpapierbörse mit Sitz in Karatschi, Pakistan. Im November 2024 waren laut der World Federation of Exchanges an der Börse 531 Unternehmen mit einer totalen Marktkapitalisierung von 46,3 Milliarden US-Dollar gelistet.

## Geschichte

### Karachi Stock Exchange
Die Börse von Karatschi wurde am 18. September 1947 mit der Unabhängigkeit Pakistans gegründet. Bis in die 1990er Jahre war der Parketthandel vorherrschend, bei dem die Wertpapiere durch Zurufen und Handgesten gehandelt wurden. Das Aufkommen ausländischer Investoren in den frühen 1990er Jahren löste einen Modernisierungsschub aus, der durch ein Darlehen der Asiatischen Entwicklungsbank in Höhe von 125 Mio. US-Dollar für Kapitalmarktreformen unterstützt wurde. Dies führte dazu, dass das traditionelle offene Handelssystem durch ein automatisiertes elektronisches System ersetzt wurde. 1999 wurde als weitere Reformmaßnahme die Securities and Exchange Commission of Pakistan ins Leben gerufen, um die Kapitalmärkte effektiver zu regulieren. Irregularitäten und Marktmanipulation waren davor sehr weit verbreitet gewesen. Die Börse wies eine extreme Volatilität und sehr hohe Marktkonzentration auf. Aktionärsversammlungen wurden häufig verschoben oder nicht abgehalten, und es gab einen Trend, dass Unternehmen ihre Börsennotierung aufhoben und Vermögenswerte liquidierten.

### Lahore Stock Exchange
Die LSE Group, früher bekannt als Lahore Stock Exchange, ist eine pakistanische Investmentgesellschaft mit Sitz in Lahore, Pakistan. Die LSE Group besteht aus drei Unternehmen: LSE Capital, LSE Financial Services und LSE Ventures, die alle an der pakistanischen Börse notiert sind. Die Lahore Stock Exchange (LSE) wurde im Oktober 1970 gemäß der Securities and Exchange Ordinance von 1969 von der pakistanischen Regierung als Reaktion auf den Bedarf der Provinzhauptstadt Punjab gegründet. Ursprünglich waren 83 Unternehmen gelistet und der Hauptsitz befand sich am Bank Square in Lahore. Die Zahl der börsennotierten Unternehmen stieg seit ihrer Gründung auf 519. Mit Wirkung vom 11. Januar 2016 wurde die Lahore Stock Exchange gemäß dem Stock Exchanges (Corporatisation, Demutualization and Integration) Act von 2012 mit der Karachi Stock Exchange und der Islamabad Stock Exchange integriert, um die Pakistan Stock Exchange zu bilden.

#### Sialkot Trading Floor
Die Lahore Stock Exchange hat in den Industriestädten Faisalabad und Sialkot Filialen für den Handel eröffnet. Die Filiale in Sialkot wird als „Sialkot Trading Floor“ bezeichnet. Der Sialkot Trading Floor (STF) ist eine der beiden Zweigstellen der Lahore Stock Exchange (LSE), um deren Geschäftsfelder zu erweitern und die Erreichbarkeit in den wichtigsten Städten des Landes zu verbessern. Als Teil der LSE arbeitet der STF kontinuierlich daran, die Ziele und Bestrebungen seiner Vorgängerin zu erreichen. Er befindet sich im Gebäude der Industrie- und Handelskammer Sialkot in Sialkot. Alle am STF aktiven und nicht-ansässigen Brokerhäuser sind an der LSE registriert und unterliegen der pakistanischen Wertpapieraufsichtsbehörde (SECP).
Einrichtungen am Sialkot Trading Floor:
- Online-Handelsterminals (TWS)
- View Only Terminals (VOT)
- Technischer Support für das Handelssystem
- Eingeschränkter Hardware-Support/Fehlerbehebung
- Umfassender Support und Unterstützung für Web-VOT und TWS vor Ort.

### Islamabad Stock Exchange
Die Islamabad Stock Exchange wurde am 25. Oktober 1989 in Islamabad als Gesellschaft mit beschränkter Haftung gegründet. 1989 untersuchte ein pakistanischer Oberster Richter die Genehmigung einer neuen Börse in Islamabad. Die Feststellungen des Richters ergaben, dass Ehsan-ul-Haq Piracha, der damalige Staatsminister für Finanzen, zur Genehmigung des Deals beigetragen hatte, der ausschließlich ein Unternehmen begünstigte, bei dem er zuvor als Direktor tätig war. Darüber hinaus hatte ein Mitglied seiner Familie zum Zeitpunkt der Genehmigung des Deals eine leitende Position im selben Unternehmen inne. Der Richter, der den Fall leitete, gab eine scharf formulierte Stellungnahme ab, in der er behauptete, der Finanzminister habe sich an unzulässigen Geschäften im Zusammenhang mit der Genehmigung der neuen Börse beteiligt. Sie wurde am 7. Januar 1992 als Börse zugelassen. Der Handel begann im Juli 1992. ISE wurde am 26. August 2015 gemäß dem Stock Exchanges (Corporatization, Demutualization and Integration) Act von 2012 korporatisiert und demutualisiert. Infolgedessen wurde der Name in Islamabad Stock Exchange Limited geändert. Mit Wirkung vom 11. Januar 2016 wurde die Islamabad Stock Exchange gemäß dem Stock Exchanges (Corporatisation, Demutualization and Integration) Act von 2012 in die Karachi Stock Exchange Limited integriert, um die Pakistan Stock Exchange zu bilden.

### Pakistan Stock Exchange
Die Pakistan Stock Exchange (PSX) wurde im Januar 2016 gegründet, als die pakistanische Regierung beschloss, die drei großen Börsen des Landes (in Karatschi, Lahore und Islamabad) zu einer einzigen zusammenzulegen. Die Integration soll dazu beitragen, die Marktfragmentierung zu verringern und die pakistanischen Kapitalmärkte attraktiver für ausländische Investoren zu machen. Im Winter 2016 kaufte ein chinesisches Konsortium bestehend aus der China Financial Futures Exchange, der Shanghai Stock Exchange und der Shenzhen Stock Exchange 40 Prozent der Anteile an der PSX. Die pakistanische Börse wurde so mit dem chinesischen Aktienmarkt verbunden, was chinesischen Anlegern den Zugang zu pakistanischen Unternehmen erleichtert.

## Indizes
- KSE 100 Index (Leitindex)
- KSE-30 Index
- KSE ALL Share Index
- LSE 25 Index
- KMI 30 Index
- KMI ALL Index

## Mitgliedschaften
- Sie ist assoziiertes Mitglied in der World Federation of Exchanges.[9]
- Und sie war Teil der Federation of Euro-Asian Stock Exchanges.
- Sowohl die Karachi, als auch Lahore und Islamabad Stock Exchanges gehörten der South Asian Federation of Exchanges an
- Sustainable Stock Exchanges Initiative